# 陶福祖
陶福祖（?—?），江西省南昌府新建縣人，清朝政治人物、進士出身。
光緒九年（1883年），参加癸未科殿試，登進士二甲66名。同年五月，著以主事分部学习。